# Walter Lewin
Pour les articles homonymes, voir Lewin.
Walter Hendrik Gustav Lewin, né le 29 janvier 1936 à La Haye, est un physicien, astronome et professeur américain de physique d'origine néerlandaise. Après avoir obtenu un doctorat en physique nucléaire à l'université de technologie de Delft en 1965, il commence l'année suivante au Massachusetts Institute of Technology (MIT), où il enseigne jusqu'en 2009. Des vidéos de ses cours de physique (es) ont été visionnées à plusieurs millions de reprises dans plusieurs pays ainsi qu'utilisées dans le cadre de MOOCs diffusés sur les plateformes edX et MIT OpenCourseWare.
Il est membre de l'Académie royale néerlandaise des arts et des sciences et de la Société américaine de physique depuis 1993,. Ses recherches en astrophysique ont amené des progrès notamment dans le domaine des étoiles à neutrons et de l'astronomie en rayons X.

## Jeunesse et formation
Lewin naît du couple de Walter Simon Lewin et Pieternella Johanna van der Tang en 1936 à La Haye, aux Pays-Bas. Il est enfant alors que les Nazis prennent le contrôle du pays lors de la Seconde Guerre mondiale. Son grand-père Gustav Lewin et sa grand-mère Emma Lewin meurent à Auschwitz en 1942. Pour protéger sa famille, le père de Lewin, qui est juif, quitte cette dernière du jour au lendemain sans avertissement, laissant Pieternella van der Tang élever seule ses enfants,.
De 1960 à 1965, Lewin enseigne la physique au Libanon Lyceum (nl) de Rotterdam. À la même époque, il fait de la recherche dans le domaine des basses-énergies en physique nucléaire à l'université de technologie de Delft, où il obtient son Ph.D. en 1965.

## Carrière académique
Lewin devient chercheur post-doctoral au Massachusetts Institute of Technology en janvier 1966. Il y deviendra professeur : d'abord professeur associé de physique en 1968, puis professeur titulaire en 1974.
Au MIT, Lewin intègre le groupe d'astronomie en rayons X et dirige un relevé astronomique avec George W. Clark. Réalisé avec des ballons plutôt qu'avec des fusées, le relevé mène à plusieurs premières dans le domaine. Ainsi, en octobre 1967, lors de l'observation de Scorpius X-1, un sursaut X est détecté. Une fluctuation d'un facteur 4 est observée pendant une dizaine de minutes. Cela correspond à la première détection de variabilité X. À la fin des années 1970, le relevé permettra de découvrir cinq nouvelles sources radio qui correspondent aux premières observations d'étoiles à neutrons à faible période de rotation.
Lewin est également chercheur sur le projet Small Astronomy Satellite 3 (SAS-3), qui découvre notamment le Rapid Burster,.
Lewin travaille également sur HEAO-1 (A4), qui effectue le premier relevé entier du ciel dans le domaine des rayons X haute-énergie. Avec H. Pedersen et J. van Paradijs, Lewin fait des études poussées sur les sursauts optiques associés aux sursauts X (pour ces derniers, ils utilisent SAS-3 et l'observatoire japonais Hakucho). Les recherches permettent de déterminer que les sursaut optiques sont en retard de quelques secondes sur les sursauts X, ce qui a permis de déterminer la taille des disques d'accrétion des étoiles à neutrons.
En 1984 et 1985, Lewin est observateur invité à l'observatoire EXOSAT. Il participera à la découverte des oscillations quasi périodiques (QPO) des rayons X de GX 5-1.
De 1989 à 1992, Lewin et ses collègues effectuent des observations à l'aide du satellite Ginga, ce qui leur permet, notamment, d'étudier les relations entre le spectre et la luminosité X de plusieurs systèmes binaires de faible masse.
Lewin est également impliqué dans les observations des galaxies d'Andromède et M81 effectuées par ROSAT.
Il collabore de nombreuses années avec son bon ami Jan van Paradijs de l'université d'Amsterdam, de 1978 jusqu'à la mort de van Paradijs. Les deux hommes ont co-écrits environ 150 articles.
En décembre 1995, avec ses collègues Kouveliotou et Van Paradijs, il découvre une nouvelle source de sursauts X : le pulsar sursautant. Pour cette découverte, le groupe obtient le NASA Group Achievement Award (en).
En 1996–1998, sa collaboration avec Michiel van der Klis à Amsterdam mène à la découverte d'oscillations dans plusieurs binaires X.
Lewin prend sa retraite de la faculté du MIT en 2009. En décembre 2014, l'institution lui retire son statut de professeur émérite à la suite des conclusions d'une enquête interne ayant révélé que le professeur aurait harcelé sexuellement une étudiante en ligne dans le cadre d'un cours MITx (en) donné à l'automne 2013,,.

## Retrait du titre de professeur émérite
Au début du mois de décembre 2014, le MIT a déterminé que Walter Lewin avait harcelé sexuellement sur internet une apprenante sur la plateforme MITx, en violation des politiques de l’institut.Juan Esteban Cajigas Jimenez, « MIT removes professor’s online lectures after harassment charge », The Boston Globe,‎ 9 décembre 2014 (lire en ligne [archive du 9 décembre 2014]) Selon ‘’Inside Higher Ed’’, cette apprenante était l’une d’au moins dix femmes à qui Lewin avait envoyé des messages inappropriés, ce que le MIT a confirmé.Carl Straumsheim, « We All Felt Trapped », Inside Higher Ed,‎ 23 janvier 2015 (lire en ligne, consulté le 12 mars 2017) La victime, une femme de 32 ans vivant en France, a déclaré être sortie de son silence pour s’assurer que l’affaire ne soit pas oubliée, affirmant que Lewin l’avait poussée à participer à des jeux de rôle sexuels et à lui envoyer des photos d’elle nue. À la suite de son enquête interne, le MIT a révoqué le titre de professeur émérite de Lewin et a retiré ses cours des plateformes d’apprentissage en ligne de l’institut.Leon Lin, « MIT says it removed Lewin videos for fear of continued harassment », The Tech,‎ 14 janvier 2015 (lire en ligne [archive du 11 juillet 2015], consulté le 14 avril 2015)

## Œuvre

### Livres
- (en) Walter Lewin et Warren Goldstein, For the Love of Physics : From the End of the Rainbow to the Edge of Time – A Journey Through the Wonders of Physics, Simon and Schuster, 2011, 320 p. (ISBN 978-1-4391-0827-7)
- (en) Compact stellar X-ray sources, Cambridge, Cambridge University Press, 2006, 690 p. (ISBN 978-0-521-82659-4)
- (en) X-ray binaries, Cambridge, Cambridge University Press, 1995, 662 p. (ISBN 0-521-41684-1)
- (en) The evolution of galactic X-ray binaries, D. Reidel Pub. Co.; Sold and distributed in the U.S.A. and Canada by Kluwer Academic Publishers, 1986, 309 p. (ISBN 90-277-2184-X, lire en ligne)
- (en) Accretion-driven stellar X-ray sources, Cambridge/London/New York, Cambridge University Press, 1983, 450 p. (ISBN 0-521-24521-4)
- (en) Walter H. G. Lewin et Edward van den Heuvel, Accretion-driven stellar X-ray sources, Cambridge/London/New York, Cambridge University Press, 1983, 450 p. (ISBN 0-521-24521-4)

### Articles
Lewin a publié environ 450 articles scientifiques. Seuls quelques-uns sont recensés ci-bas :
- (en) Walter H.G. Lewin, Jan van Paradijs et Ronald E. Taam, « X-ray Bursts », Space Science Reviews, vol. 62, nos 3-4,‎ 2004, p. 223–389 (DOI 10.1007/BF00196124, Bibcode 1993SSRv...62..223L)

- (en) D. Pooley, W.H.G. Lewin, S.F. Anderson, H. Baumgardt, A.V. Filippenko, B.M. Gaensler, L. Homer, P. Hut, V.M. Kaspi, B. Margon, S. McMillan, S. Portegies Zwart, M. van der Klis et F. Verbunt, « Dynamical Formation of Close Binary Systems in Globular Clusters », The Astrophysical Journal, vol. 591, no 2,‎ 2003, L131–L134 (DOI 10.1086/377074, Bibcode 2003ApJ...591L.131P, arXiv astro-ph/0305003)

- (en) J. Miller, A. Fabian, R. Wijnands, R. Remillard, P. Wojdowski, N. Schulz, T. Di Matteo, H. Marshall, C. Canizares et W. Lewin, « Resolving the Composite Fe K-alpha Emission Line in the Galactic Black Hole Cygnus X-1 with Chandra », Astrophysical Journal, vol. 578,‎ 2002, p. 348–356 (DOI 10.1086/342466, Bibcode 2002ApJ...578..348M, arXiv astro-ph/0202083)

- (en) D. Pooley, W. Lewin, L. Homer, S. Anderson, B. Gaensler, B. Margon, F. Verbunt, J. Miller, D. Fox, V. Kaspi et M. v.d. Klis, « Optical Identifications of Multiple Faint X-ray Sources in the Globular Cluster NGC~6752: Evidence for Numerous Cataclysmic Variables », Astrophysical Journal, vol. 569,‎ 2002, p. 405 (DOI 10.1086/339210, Bibcode 2002ApJ...569..405P, arXiv astro-ph/0110192)

- (en) C. Kouveliotou, J. van Paradijs, G. J. Fishman, M. S. Briggs, J. Kommers, B. A. Harmon, C. A. Meegan et W. H. G. Lewin, « Discovery of a New Type of Burster from the Galactic Center Region », Nature, vol. 379, no 6568,‎ 1996, p. 799 (DOI 10.1038/379799a0, Bibcode 1996Natur.379..799K)

- (en) M. v.d. Klis, J. Swank, W. Zhang, K. Jahoda, E. Morgan, W. Lewin, B. Vaughan et J. van Paradijs, « Discovery of Sub millisecond Quasi-periodic Oscillations in the X-ray Flux of Scorpius X-1 », Astrophysical Journal, vol. 469,‎ 1996, p. L1 (DOI 10.1086/310251, Bibcode 1996ApJ...469L...1V, arXiv astro-ph/9607047)

- (en) W.H.G. Lewin, G.W. Clark et W.B. Smith, « Observation of an X-Ray Flare from Sco X-1 », Astrophysical Journal (Letters), vol. 152,‎ 1968, p. L55 (DOI 10.1086/180177, Bibcode 1968ApJ...152L..55L)

### Vidéos
- (en) Physics I: Classical Mechanics edX: 8.01x
- (en) Physics II: Electricity and Magnetism edX: 8.02x